# The Killing (TV-serie)
The Killing är en amerikansk TV-serie i fyra säsonger mellan 2011 och 2014 på AMC och de senare 2 säsongerna på Netflix. Den är baserad på den danska TV-serien Forbrydelsen (på svenska Brottet). 
Den amerikanska versionen, som består av 38 avsnitt, hade premiär i USA den 3 april 2011. Den hade svensk premiär den 30 juni i TV4. Först meddelades det att serien skulle läggas ner efter den andra säsongen, men  en tredje säsong ordnades som började spelades in 25 februari 2013.

## Handling
De två första säsongerna utspelar sig i Seattle och följer polisens utredning kring mordet på Rosie Larsen. Rosie drunknade i bakluckan på en nedsänkt bil som tillhörde mannen som leder borgmästarkampanjen för Darren Richmond. Detektiv Sarah Linden tilldelas fallet precis innan hon ska flytta till Sonoma, Kalifornien Hon samarbetar med en ny detektiv, Stephen Holder. 
Richmond avfärdas som misstänkt eftersom han har ett alibi. Bevisen leder så småningom till läraren, Bennet Ahmed. När polisen inte har lyckas binda Ahmed till mordet tar Rosies far lagen i egna händer och Ahmed hamnar i koma. När han upptäcker att Ahmed i själva verket är oskyldig, vänder han sig till polisen. 
Detektiverna upptäcker att Rosie arbetade som eskort, och de granskar eskortfirman som leder dem till en mystisk man vid namn Orpheus. Så småningom upptäcker de att Orpheus är Richmond. De börjar samla in bevis för att bygga målet mot honom och han blir till slut gripen. När Linden äntligen ska åka iväg till Kalifornien får hon ett samtal som får henne att förstå att det viktigaste beviset mot Richmond var fabricerat. Medan Richmond går in i polisbilen, anländer Belko och drar en pistol och är på väg att skjuta Richmond.
Säsong 3 utspelar sig ett år efter mordet på Rosie Larsen, och har ingen direkt koppling till det fallet. Istället utreder Sarah Linden och Stephen Holder ett mord på en ung hemlös flicka samt ett antal försvinnanden bland stadens ungdomar som hamnat på glid.
Säsong 4 utspelar sig i kontrast till de tidigare säsongerna, nu i den rika delen av Seattle. En välbärgad familj blir brutalt mördad varav sonen i familjen som överlevt själv blir huvudmisstänkt för morden. Dock har han en minnesförlust till följd av en huvudskada från incidenten. Sonen tillhör en kadettskola där huvuddelen av handlingen utspelas. 

## Rollista (i urval)
- Mireille Enos – Sarah Linden
- Billy Campbell – Darren Richmond
- Joel Kinnaman – Stephen Holder
- Michelle Forbes – Mitch Larsen
- Brent Sexton – Stanley Larsen
- Kristin Lehman – Gwen Eaton
- Eric Ladin – Jamie Wright
- Brendan Sexton III – Belko Royce
- Jamie Anne Allman – Terry Marek
- Annie Corley – Regi Darnell

## Om serien
Pilotavsnittet beställdes av AMC i januari 2010 och i augusti samma år beställdes en hel säsong. Serien spelades in i Vancouver, British Columbia, och inspelningen startade 2 december 2010. Första avsnittet skrevs av Veena Sud och regisserades av Patty Jenkins. Sofie Gråbøl som spelar Sarah Lund i den danska originalserien gör en cameoroll som åklagare i andra säsongens andra avsnitt.